# Podaxis senegalensis
Podaxis senegalensis är en svampart som beskrevs av Desv. 1809. Podaxis senegalensis ingår i släktet Podaxis och familjen Agaricaceae.   Inga underarter finns listade i Catalogue of Life.